# Friedrich Greve (Politiker, 1892)
Friedrich Greve (* 18. Februar 1892 in Harderode, Landkreis Holzminden; † 25. Januar 1956 in Altenhagen I) war ein deutscher Politiker (SPD).
Greve besuchte zunächst die Volksschule und war im Anschluss als Landarbeiter, Textilarbeiter und Holzarbeiter in den unterschiedlichen Gebieten Deutschlands tätig. Bis 1945 war er Tierzuchtangestellter und wurde 1946 Gewerkschaftsangestellter der Gewerkschaft Gartenbau, Land- und Forstwirtschaft in Minden. Von 1949 bis 1956 war er Bundesvorsitzender der Gewerkschaft.
Greve wurde im März 1911 Mitglied der SPD. Nach dem Zweiten Weltkrieg wurde er 1945 zum Mitglied des Gemeinderates Bessingen sowie Mitglied des Kreistages Holzminden gewählt. In der zweiten und dritten Wahlperiode wurde er Mitglied des Niedersächsischen Landtages vom 6. Mai 1951 bis 25. Januar 1956.
Am 25. Januar 1956 verunglückte Greve während einer Dienstfahrt dem Auto bei einem Verkehrsunfall in Altenhagen bei Springe.

## Quelle
- Barbara Simon: Abgeordnete in Niedersachsen 1946–1994. Biographisches Handbuch. Hrsg. vom Präsidenten des Niedersächsischen Landtages. Niedersächsischer Landtag, Hannover 1996, S. 126.